# 三木皓正
三木 皓正（みき こうせい、2002年1月22日 - ）は、ジャパンラグビーリーグワントヨタヴェルブリッツに所属するラグビーユニオン選手。

## プロフィール
- 京都府出身[1]。
- ポジションはフランカー(FL)。
- 身長 174 cm、体重 95 kg

## 略歴
2020年、京都成章高校卒業後、京都産業大学に入学。なお京都成章高校時代、主将を務めて、高校日本代表に選ばれたことがある。
2023年、京都産業大学ラグビー部の副将に就任。
2024年、アーリーエントリーでトヨタヴェルブリッツに加入。同年12月22日に行われたJAPAN RUGBY LEAGUE ONE第1節カンファレンスBスピアーズ船橋・東京ベイ戦にて先発出場でリーグワン公式戦初出場を果たした。